# إيفلين فوروارد
إيفلين فوروارد (بالإنجليزية: Eve Forward)‏ (17 يناير 1972)؛ روائية أمريكية.